# 종3위
종3위(일본어: 従三位 じゅさんみ[*])는 일본의 위계이다. 정3위의 아래이고 정4위의 위이다. 한국과 중국의 종3품과 상응한다.

## 개요
율령제 하에서 종3위 이상부터를 ‘귀’(貴)로 칭했는데, 바로 상급 귀족임을 뜻한다. 또한 천황이 종3위 이상의 대신을 부를 때는 ‘경’(卿)으로 불릴 수 있으며 대신을 지낸 이는 이름 뒤에 ‘공’(公)을 붙여 부르기도 했다. 종3위 이상의 위계를 지닌 이가 사망하면, 황족이나 제후왕의 죽음을 뜻하는 ‘훙서’(薨逝)라 칭하는 등, 상당한 특전이 내려지는 위계이기도 하다. 이 위계에 해당되는 벼슬은 주로 중납언, 탄정윤, 좌·우근위대장이다.
전국 시대에 이르러서는 아시카가 요시아키를 옹립한 오다 노부나가가 종3위의 위계를 받는 것을 시작으로 오다 가문과 그 뒤를 이은 도요토미 가문의 남자들이 처음 임관할 때 받는 위계가 되었다. 에도 시대 후에는 쇼군가의 적손, 고산케, 고산쿄 일족이 처음 제수받는 위계이기도 했다.
메이지 유신 후에는 자작에 상당하는 위계가 되었고 일본군 육군대장이 또한 종3위에 서품되었다.